# Cristian Ugalde
Cristian Ugalde García (ur. 19 października 1987 roku w Barcelonie) – hiszpański piłkarz ręczny, reprezentant kraju, skrzydłowy. Obecnie występuje w hiszpańskiej Lidze ASOBAL, w drużynie FC Barcelona Intersport.

## Sukcesy

### klubowe
- Mistrzostwa Hiszpanii:
  -  2011
  -  2008, 2009, 2010
- Puchar Króla:
  -  2007, 2009, 2010
- Liga Mistrzów:
  -  2011
  -  2010, 2016

## Wyróżnienia
- MVP Ligi ASOBAL w sezonie 2007/08.